# Stolnica v Monzi
Stolnica v Monzi (italijansko Duomo di Monza), je glavna verska stavba Monzi posvečena sv Janezu Krstniku, ki je bila zgrajena med štirinajstim in sedemnajstim stoletjem in se nahaja v istoimenskem mestu Lombardiji, v bližini Milana, v severni Italiji. Ima status bazilike minor. Za razliko od večine duomo v resnici ni stolnica, saj je bila Monza vedno del Milanske škofije, vendar je odgovorna kot nadškofija, ki ima pravico do nekaterih škofovskih vestiranj vključno z mitro in prstanom.

## Zgodovina
Bazilika, ki je bila v bistvu zaključena do 603, ko je dediča lombardskega prestola, Adaloalda, tukaj krstil Secundus Non, je verjetno naročila proti koncu sedmega stoletja lombardska kraljica Italije, Teodelinda, kot kraljevo kapelo, ki bi bila v bližini palače.  Po legendi je sprejela zaobljubo zgraditi cerkev, posvečeno sv. Janezu Krstniku, ko jo je pri jahanju po bregovih reke Lambro ustavila golobica, in ji rekla Modo (latinsko "zdaj"), na katerega je odgovorila Etiam ("da"). Monza sama je bila prvotno znana kot Modoetia.
Leta 595 je imela oraculum (kapela), zgrajeno na tlorisu grškega križa; od te kapele obstajajo še danes zidovi. Kraljica je bila tukaj pokopana, kar je danes osrednji levi oltar cerkve. Na ostankih oraculuma je bila v 13. stoletju zgrajena nova cerkev. Ponovno je bila, po naročilu Viscontijev, obnovljena kot bazilika, začenši od leta 1300, na tlorisu latinskega križa. V poznem 14. stoletju sta bili dodani stranski kapeli: 1417-1418 je bila urejena na desni strani (že svetega Žeblja in zdaj posvečena sv. rožnemu vencu in leva (posvečena Teodolindi) urejena med 1444 in 1446, in so lombardski slikarji družine Zavattari ustvarili slavno pozno gotsko fresko. Matteo da Campione je zasnoval in začel graditi zahodno fasado (westwerk v belem in zelenem marmorju v gotskem slogu.
Z začetkom v 16. stoletju, so bili obnovljeni kor in strop. Postopoma so bili okrašeni zidovi in oboki s freskami in štukaturami. V drugi polovici šestnajstega stoletja se je začela, v povezavi s spremembo, ki jo je nalagal tridentinski koncil, pomembna revizija apside, s prebojem zadnje stene glavne kapele in gradnjo velikega prezbiterija, izven strogo intonirane prejšnje poznogotske arhitekture.
Zvonik je bil zgrajen leta 1606 po načrtih Pellegrino Tibaldija.
V prvih desetletjih osemnajstega stoletja so potekala obsežna obnovitvena dela na dekoraciji ter preoblikovanje stavbe v neke vrste antologijo poznobaročnega slikarstva. V 18. stoletju je bilo na levi strani priloženo pokopališče.  Ob koncu devetnajstega stoletja, se na veliko dela na ohranjanju in stilistični obnovi kapele Teodolinde in predvsem na fasadi (L. Beltrami, G. Landriani).
5. oktobra 2014 je milanski nadškof, kardinal Angelo Scola, posvetil novo evharistično mizo, rezultat končne obnove oltarja v skladu z določbami drugega vatikanskega koncila. V novem oltarju je ohranil staro pozlačeno leseno oltarno sliko iz Borgino del Pozzo.

## Zahodno pročelje
Masivno zahodno pročelje je razdeljeno na pet delov, ki jih deli šest lizen, od katerih je vsaka okrašena s kipom v tabernaklju. Fasada ima več oken z okenskim križem in krogovičjem, v centru pa je velika rozeta, okno z okvirjem z motivom, ki se zgleduje po rimskih antičnih stropovih, okrašenih z rozetami, maskami in motivi zvezd.
Fasada velja za romansko po svoji konstrukciji in gotsko po okrasji. Tipičen za slednje je portik, bruhalniki iz  14. stoletja na straneh in luneto iz 13. stoletja z doprsnimi kipi Teodelinde in kralja Agilulfa iz 16. stoletja. Nad vhodom je kip svetega Janeza Krstnika (15. stoletje). Preko portala je upodobljen Jezusov krst, ki mu pomaga sveti Peter, Blažena Devica Marija, sveti Zaharija in sveti Pavel. V zgornjem delu je predstavljena Teodelinda, ki ponuja Janezu Krstniku železno krono Langobardov, skupaj z njo kleči mož Agilulf in njuna otroka Adaloald in Gundeberga.

## Notranjost
Cerkev ima glavno ladjo in dve stranski ladji, ločene z osmerokotnimi stebri z romanskimi kapiteli in okroglimi stebri z baročnimi kapiteli. Končajo se z velikimi apsidami in imajo vrsto kapel, ki se odpirajo v stranske ladje.
Okras sten je pretežno baročen. Druga umetniška dela so kor Matteo da Campioneja, oltar Andrea Appianija in prezbiterij in freske v transeptu Giuseppe Meda in Giuseppe Arcimboldona.

### Zakladnica
V desnem delu transepta je vhod v muzej Serpero, ki hrani zakladnico z železno krono Lombardov in diptih iz pozno antične slonovine Pesnik in Muze, kot tudi mednarodno pomembno zbirko poznoantičnih in zgodnjesrednjeveških del različnih vrst, ki jih je veliko zbrala Teodelinda sama. To so majhna kovinska posodica (ampullae) iz 6. stoletja iz Svete dežele, ki so dokaz nastajajoče ikonografije srednjeveške umetnosti, med njimi najzgodnejša upodobitev obravnave Križanja in Jezusovo rojstvo v umetnosti, ki naj bi postala standard celoten srednji vek in kasneje.  Samo Bobbio ima enako zbirko posodic. Knjižnica ima več starih in pomembnih iluminiranih rokopisov.

## Teodelindina kapela
Poleg železne krone, je najbolj znana znamenitost cerkve Theodelindina kapela. Ima freske iz 15. stoletja iz Zavattarijeve delavnice, ki prikazujejo zgodbe o življenju kraljice, kot so  epizoda z golobico, njena zakonska zveza, njena srečanja z njenim prvim možem, Avtarijem, smrt slednjega v boju in njenem novem zakonu z Agilulfom. Vse figure so predstavljene v bogatih oblačilih, značilnih za Viscontijevo dobo.
Obok je okrašena s figurami svetnikov in evangelistov na prestolu iz 14. stoletju. Na zunanjem loku so prikazana Teodelinda z dvorom kako časti svetega Janeza Krstnika.

## Alabardieri straža
Star in nenavaden privilegij stolnice je bila pravica, da zaposluje ceremonialno oborožene stražarje in ne linijo papeške švicarske garde kot v Vatikanu. Znani kot Alabardieri, zaradi helebard, ki so jih uporabljali, je obstoj njihove institucije opisan leta 1763 v ediktu Marije Terezije Avstrijske kot "prastar". Njihov slog enotena do osemnajstega stoletja, iz modre volne z zlatim vzorcem in pasno sponko s podobo železne krone, je enak kot ga je odobrila v ediktu, razen v času Napoleonovega obdobja, ko je dvorogat klobuk zamenjal prejšnjega trirogatega. 

## Grobnice
- Katarina Visconti